# Guaireña Fútbol Club
O Guaireña Fútbol Club  é um clube de futebol paraguaio da cidade de Vila Rica, no departamento de Guairá, fundado em 28 de março de 2016.

## História
Foi fundado com base nos clubes da Liga de Futebol Guaireña e obteve o direito de competir pela primeira vez na Divisão Intermediária (Segunda Divisão) do futebol paraguaio, depois de ser coroado campeão do Campeonato Nacional de Interligas (Terceira Divisão) na temporada 2015/16. Foi a partir de 2020, participante da Primeira Divisão do Paraguai, após conseguir sua promoção ao ser campeão do torneio da Divisão Intermediária.
Em 2020, após permanecer seu primeiro ano na Primeira Divisão do Futebol Paraguaio, conseguiu se posicionar entre os 8 melhores da tabela e se classificou pela primeira vez para a Copa Sul-Americana. Logo na primeira fase da competição foi eliminado pelo River Plate (Assunção) pelo placar agregado de 6–3.
Já em 2021 após novamente ficar entre os 8 melhores colocados do campeonato paraguaio foi disputar pela segunda vez a Sul-Americana. Dessa vez ganhou pelo placar agregado de 1–0 sobre o Club Nacional (Assunção) na primeira fase e está disputando a fase de grupos.

## Títulos
| Nacionais | Nacionais           | Nacionais | Nacionais   |
|           | Competição          | Títulos   | Temporadas  |
| --------- | ------------------- | --------- | ----------- |
| Paraguai  | Segunda Divisão     | 1         | 2019        |
| Paraguai  | Nacional Interligas | 1         | 2015/16     |
| Total     |                     |           |             |
|           | Competição          | Títulos   | Temporadas  |
|           | Títulos oficiais    | 2         | 2 nacionais |